# Mae Whitman
Mae Margaret Whitman, född 9 juni 1988 i Los Angeles i Kalifornien, är en amerikansk skådespelare. 
Hon har bland annat medverkat i långfilmerna En underbar dag, Livet går vidare och Scott Pilgrim vs. the World, samt gjort röster i de animerade tv-serierna Avatar: Legenden om Aang, American Dragon: Jake Long, Teenage Mutant Ninja Turtles, Drakryttarna och Ugglehuset. 
Whitman gjorde sin filmdebut som sexåring i just When a Man Loves a Woman, där hon spelar dottern till Alice Green (Meg Ryan). I Independence Day från 1996 spelar hon rollen som dottern till president Thomas Whitmore (Bill Pullman).

## Filmografi i urval
- 1994 – When a Man Loves a Woman
- 1996–1999 – Chicago Hope (TV-serie) (17 avsnitt)
- 1996 – En underbar dag
- 1996 – Independence Day
- 1996 – After Jimmy
- 1997–2004 – Johnny Bravo (TV-serie) (röstroll; 52 avsnitt)
- 1998 – Gingerbread Man
- 1998 – Livet går vidare
- 1998–2001 – På heder och samvete (TV-serie) (8 avsnitt)
- 1999 – Providence (TV-serie) (2 avsnitt)
- 2003 – Djungelboken 2 (röst)
- 2004–2013 – Arrested Development (TV-serie) (13 avsnitt)
- 2005–2008 – Avatar: Legenden om Aang (TV-serie) (röst)
- 2006 – Jesse Stone - Death in Paradise
- 2007 – American Dragon: Jake Long (TV-serie) (röst)
- 2008 – Nätterna vid havet
- 2008–2010 – In Treatment (TV-serie)
- 2008–2013 – Family Guy (TV-serie) (röst)
- 2009 – Criminal Minds (TV-serie)
- 2010–2015 – Parenthood (TV-serie)
- 2010 – Scott Pilgrim vs. the World
- 2012–2017 – Teenage Mutant Ninja Turtles (TV-serie) (röst)
- 2012–2018 – Drakryttarna (TV-serie) (röst)
- 2012 – Tingeling - Vingarnas hemlighet (röst)
- 2012 – The Perks of Being a Wallflower
- 2015 – The Duff
- 2018–2021 – Good Girls (TV-serie)
- 2020–2023 – Ugglehuset (TV-serie) (röst)